# Somebody Desperate
Somebody Desperate ist ein Song der US-Band The National für den Film Cyrano, der Anfang Dezember 2021 veröffentlicht wurde.

## Entstehung

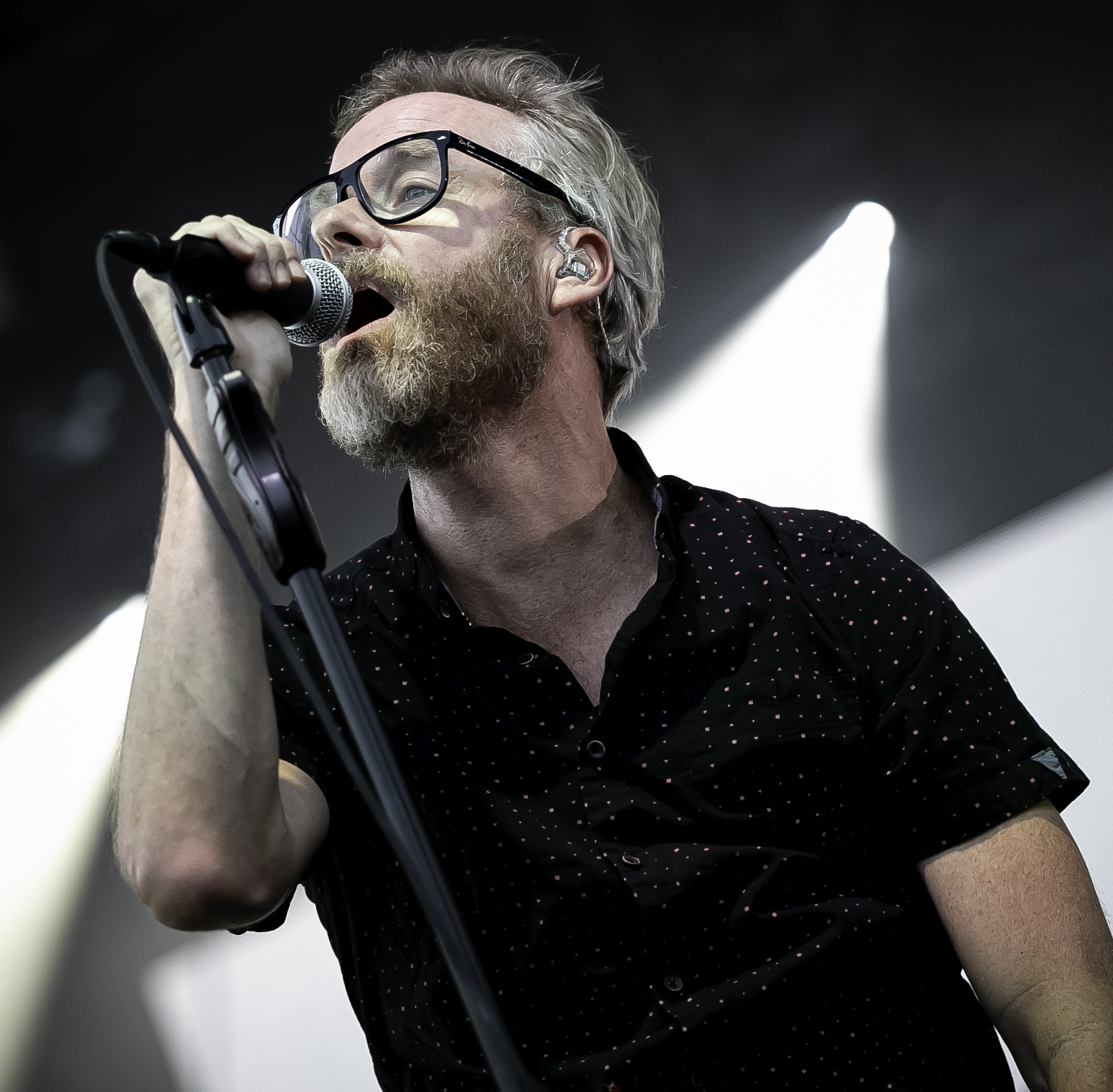
Matt Berninger, der Sänger der Indie-Rock-Band The National

Die Musik für das Musical-Drama Cyrano von Joe Wright wurde von den Brüdern Bryce und Aaron Dessner der US-amerikanischen Indie-Rock-Band The National geschrieben und komponiert und beinhaltet ebenfalls Songtexte ihres Sängers Matt Berninger sowie der Filmproduzentin Carin Besser. Für den Song Somebody Desperate, der im Abspann des Films zu hören ist, arbeitete die komplette Band zusammen. So singt Berninger und wird hierbei von Klavier und Streichern begleitet.

## Filmhandlung und Liedtext
Im Film, der auf dem Versdrama Cyrano de Bergerac von Edmond Rostand basiert und Ende des 17. Jahrhunderts in Frankreich spielt, verkörpert Peter Dinklage die Titelfigur Cyrano de Bergerac. Dieser ist nicht nur seiner Zeit voraus, sondern auch gleichermaßen mit der Schreibfeder und dem Degen begabt. Aufgrund seiner äußeren Erscheinung ist der kleinwüchsige Cyrano jedoch davon überzeugt, dass die schöne Roxanne, gespielt von Haley Bennett, seine Liebe niemals erwidern wird. Er bringt es einfach nicht übers Herz, ihr seine Gefühle zu gestehen. Als sie ihm eines Tages anvertraut, dass sie sich in den gutaussehenden Kadetten Christian, gespielt von Kelvin Harrison Jr., verliebt hat, hilft er ihm, Roxanne zu umwerben, indem er in seinem Namen emotionale Briefe an sie schreibt.
Im Refrain von Somebody Desperate, das die innersten Gedanken der Titelfigur Cyrano preisgibt, heißt es daher: "That wasn't me, I don't know who that was / That was somebody desperate, someone in love / Why can't I tell anybody the truth?"

## Veröffentlichung und Musikvideo
Somebody Desperate wurde Anfang Dezember 2021 von Decca Records veröffentlicht. Das komplette Soundtrack-Album wurde am 10. Dezember 2021 veröffentlicht.
In Anlehnung an die Geschichte des Films zeigt das zeitgleich mit dem Song veröffentlichte Musikvideo die Liedzeilen, die teilweise wie von Geisteshand und handgeschrieben als Text auf altem Pergament erscheinen und mit tropfenden Tintenklecksen versehen sind.